# Jonathan Calleri
Jonathan Calleri (Buenos Aires, 23 settembre 1993) è un calciatore argentino, attaccante del San Paolo.

## Biografia
Di origini albanesi da parte del padre e italiane e portoghesi da parte della madre, è nipote dell'ex calciatore argentino Néstor Fabbri.

## Carriera

### Club
Calcisticamente cresciuto nell'All Boys, debutta in prima squadra nel 2013. Dopo un solo anno viene acquistato dal Boca Juniors. Con i gialloblù realizza 23 reti in 60 partite. Nel 2016 viene acquistato dal Deportivo Maldonado, che lo gira in prestito al San Paolo. Con nove gol in 12 partite si laurea capocannoniere della Coppa Libertadores 2016, dove il San Paolo raggiunge le semifinali.

### Nazionale
Ha partecipato ai Giochi Olimpici del 2016.

## Statistiche

### Presenze e reti nei club
Statistiche aggiornate 16 aprile 2025.
| Stagione            | Squadra             | Campionato          | Campionato | Campionato | Coppe nazionali | Coppe nazionali | Coppe nazionali | Coppe continentali | Coppe continentali | Coppe continentali | Altre coppe | Altre coppe | Altre coppe | Totale | Totale |
| Stagione            | Squadra             | Comp                | Pres       | Reti       | Comp            | Pres            | Reti            | Comp               | Pres               | Reti               | Comp        | Pres        | Reti        | Pres   | Reti   |
| ------------------- | ------------------- | ------------------- | ---------- | ---------- | --------------- | --------------- | --------------- | ------------------ | ------------------ | ------------------ | ----------- | ----------- | ----------- | ------ | ------ |
| 2013-2014           | All Boys            | PD                  | 28         | 5          | CA              | 2               | 1               | -                  | -                  | -                  | -           | -           | -           | 30     | 6      |
| 2014-2015           | Boca Juniors        | PD                  | 16         | 6          | CA              | 1               | 0               | CS                 | 8                  | 2                  | -           | -           | -           | 25     | 8      |
| 2015-gen. 2016      | Boca Juniors        | PD                  | 26         | 10         | CA              | 6               | 2               | CL                 | 4                  | 3                  | -           | -           | -           | 37     | 15     |
| Totale Boca Juniors | Totale Boca Juniors | Totale Boca Juniors | 42         | 16         |                 | 7               | 2               |                    | 12                 | 5                  |             | -           | -           | 61     | 23     |
| gen.-lug. 2016      | San Paolo           | A1/SP+A             | 14+5       | 4+3        | CB              | 0               | 0               | CL                 | 12                 | 9                  | -           | -           | -           | 31     | 16     |
| 2016-2017           | West Ham Utd        | PL                  | 16         | 1          | FACup+CdL       | 0+1             | 0               | UEL                | 2                  | 0                  | -           | -           | -           | 19     | 1      |
| 2017-2018           | Las Palmas          | PD                  | 37         | 9          | CR              | 4               | 3               | -                  | -                  | -                  | -           | -           | -           | 41     | 12     |
| 2018-2019           | Alavés              | PD                  | 34         | 9          | CR              | 2               | 0               | -                  | -                  | -                  | -           | -           | -           | 36     | 9      |
| 2019-2020           | Espanyol            | PD                  | 27         | 1          | CR              | 1               | 1               | UEL                | 6                  | 3                  | -           | -           | -           | 34     | 5      |
| 2020-2021           | Osasuna             | PD                  | 25         | 5          | CR              | 2               | 1               | -                  | -                  | -                  | -           | -           | -           | 27     | 6      |
| 2021                | San Paolo           | A1/SP+A             | 0+16       | 0+5        | CB              | 0               | 0               | -                  | -                  | -                  | -           | -           | -           | 16     | 5      |
| 2022                | San Paolo           | A1/SP+A             | 15+36      | 8+18       | CB              | 9               | 0               | CS                 | 7                  | 1                  | -           | -           | -           | 67     | 27     |
| 2023                | San Paolo           | A1/SP+A             | 8+19       | 2+9        | CB              | 9               | 1               | CS                 | 8                  | 2                  | -           | -           | -           | 44     | 14     |
| 2024                | San Paolo           | A1/SP+A             | 10+27      | 3+5        | CB              | 4               | 1               | CL                 | 8                  | 5                  | SB          | 1           | 0           | 50     | 14     |
| 2025                | San Paolo           | A1/SP+A             | 13+3       | 3+0        | CB              | 0               | 0               | CL                 | 2                  | 0                  | -           | -           | -           | 18     | 3      |
| Totale San Paolo    | Totale San Paolo    | Totale San Paolo    | 60+106     | 20+40      |                 | 22              | 2               |                    | 37                 | 17                 |             | 1           | 0           | 226    | 79     |
| Totale carriera     | Totale carriera     | Totale carriera     | 375        | 106        |                 | 41              | 10              |                    | 57                 | 25                 |             | 1           | 0           | 474    | 141    |

## Palmarès

### Club
- Campionato argentino: 1

Boca Juniors: 2015
- Copa Argentina: 1

Boca Juniors: 2014-2015
- Coppa del Brasile: 1

São Paulo: 2023
- Supercoppa del Brasile: 1

San Paolo: 2024

### Individuale
- Capocannoniere della Coppa Libertadores: 1

2016 (9 gol)